# Gran Premi Gerrie Knetemann
El Gran Premi Gerrie Knetemann era una cursa ciclista d'un dia neerlandesa que es disputava a Renkum a Gelderland, amb sortida i arribada a Oosterbeek. Creada el 2006, la cursa formà part de l'UCI Europa Tour a partir de l'any següent. Es disputava en categoria masculina i femenina.
El nom de cursa era per homenatjar a l'exciclista, campió del món, Gerrie Knetemann, mort el 2004.

## Palmarès masculí
| Any  | Vencedor       | Segon             | Tercer             |
| ---- | -------------- | ----------------- | ------------------ |
| 2006 | Roy Sentjens   | Steven Kruijswijk | Albert Timmer      |
| 2007 | Olivier Kaisen | Kenny van Hummel  | Frederik Veuchelen |

## Palmarès femení
| Any  | Vencedor        | Segon            | Tercer             |
| ---- | --------------- | ---------------- | ------------------ |
| 2006 | Chantal Beltman | Suzanne de Goede | Marianne Vos       |
| 2007 | Mirjam Melchers | Loes Markerink   | Marlijn Binnendijk |